# Campionati italiani juniores di atletica leggera 2023
I Campionati italiani juniores di atletica leggera 2023 si sono svolti dal 21 al 23 luglio a Grosseto, in Toscana.
La fase di cross è stata disputata l'11 e 12 marzo a Gubbio alla Festa del Cross 2023, ed ha visto vincitori Beatrice Casagrande e Lionel Nihimbazwe

## Minimi di qualificazione
| Specialità                 | Uomini                                                                   | Donne                                                                     |
| -------------------------- | ------------------------------------------------------------------------ | ------------------------------------------------------------------------- |
| 100 metri piani            | 11"00                                                                    | 12"35                                                                     |
| 200 metri piani            | 22"30                                                                    | 25"30                                                                     |
| 400 metri piani            | 50"00                                                                    | 58"00                                                                     |
| 800 metri piani            | 1'56"00                                                                  | 2'17"60                                                                   |
| 1500 metri piani           | 3'59"00                                                                  | 4'46"00                                                                   |
| 3000 metri piani           | 8'50"00                                                                  | 10'40"00                                                                  |
| 5000 metri piani           | 15'45"00                                                                 | 19'00"00                                                                  |
| 10000 metri piani          | 37'00"00                                                                 | 40'00"00                                                                  |
| 100 metri ostacoli         | –                                                                        | 15"80                                                                     |
| 110 metri ostacoli (0,99m) | 15"85; 16"20 (1.06m)                                                     | –                                                                         |
| 400 metri ostacoli         | 58"00                                                                    | 1'06"15                                                                   |
| 3000 metri siepi           | 10'05"00                                                                 | 12'20"00                                                                  |
| Salto in alto              | 1,92 m                                                                   | 1,65 m                                                                    |
| Salto con l'asta           | 4,10 m                                                                   | 3,15 m                                                                    |
| Salto in lungo             | 6,80 m                                                                   | 5,60 m                                                                    |
| Salto triplo               | 13,60 m                                                                  | 11,50 m                                                                   |
| Getto del peso             | 13,30 m (6 kg); 12,25 m (7,260kg)                                        | 10,10 m                                                                   |
| Lancio del disco           | 42,35 m (1,75 kg); 39,00 m (2 kg)                                        | 34,50 m                                                                   |
| Lancio del martello        | 46,90 m (6 kg); 42,80 m (7,260 kg)                                       | 39.00                                                                     |
| Lancio del giavellotto     | 50,50 m                                                                  | 35.30                                                                     |
| Decathlon                  | 5 600 p.; 4 300 p. (Eptathlon indoor); 5 700 p. (Decathlon allievi 2022) | –                                                                         |
| Eptathlon                  | –                                                                        | 4 000 p.; 3 000 p. (Pentathlon indoor); 4 200 p. (Eptathlon allieve 2022) |
| Marcia 10000 m             | 52'00"00; 25'00"00 (5 km/5000 m); 1h53'00 (20 km)                        | 59'00"00; 28'10"00 (5000 m); 16'25"00 (3000 m); 2h00'00 (20 km)           |
| Staffetta 4×100 metri      | senza minimo                                                             | senza minimo                                                              |
| Staffetta 4x400 metri      | senza minimo                                                             | senza minimo                                                              |

| Specialità             | 5 km Uomini | 4 km Donne |
| ---------------------- | ----------- | ---------- |
| 800 metri piani        | 1'58"00     | 2'20"00    |
| 1500 metri piani       | 4'05"00     | 5'00"00    |
| 3000 metri piani       | 9'05"00     | 11'20"00   |
| 5000 metri piani       | 15'50"00    | 20'00"00   |
| 10000 metri piani      | 33'30"00    | 41'00"00   |
| 10 km (strada)         | 33'30       | 41'00      |
| 3000 metri siepi       | 10'00"00    | 12'15"00   |
| 2000 metri siepi (u18) | 6'39"00     | 8'03"00    |

## Risultati

### Corsa Campestre, 11-12 marzo a Gubbio
| Specialità | Oro                                             | Prestazione | Argento                                  | Prestazione | Bronzo                                                  | Prestazione |
| Cross 6 km | Beatrice Casagrande Atletica Riviera del Brenta | 22:16       | Carolina Fraquelli Atletica Virtus Lucca | 22:30       | Elena Abellonio A.S.D. Atletica Alba                    | 16:25       |
| Allieve    |                                                 |             |                                          |             |                                                         |             |
| Cross 8 km | Lionel Nihimbazwe Toscana Atletica Jolly        | 25:33       | Stefano Benzoni Atletica Valle Bembrana  | 25:50       | Francesco Ropelato Unione Sportiva Quercia Trentingrana | 25:59       |

### Uomini
| Specialità                                                                              | Oro                                                                                         | Prestazione        | Argento                                                                                         | Prestazione        | Bronzo                                                                                           | Prestazione        |
| Corse                                                                                   |                                                                                             |                    |                                                                                                 |                    |                                                                                                  |                    |
| 100 m                                                                                   | Yassin Bandaogo G.S. Fiamme Oro Padova                                                      | 10"71 (-1,5 m/s)   | Jacopo Capasso Atl. Stud. Rieti Andrea Milardi                                                  | 10"75              | Daniele Groos A.S.D. Atletica Futura Roma                                                        | 10"77              |
| 200 m                                                                                   | Eduardo Longobardi Fiamme Gialle G. Simoni                                                  | 21"13 (-1,4 m/s)   | Daniele Groos A.S.D. Atletica Futura Roma                                                       | 21"26              | Davide Sergio Pinelli Atl. Reggio ASD                                                            | 21"51              |
| 400 m                                                                                   | Matteo Di Benedetto Team-A Lombardia                                                        | 47"34              | Luca Marsicovetere Libertas Atletica Forlì                                                      | 48"59              | Cosimo Paggini Atl. Libertas Unicusano Livorno                                                   | 48"60              |
| 800 m                                                                                   | Giovanni Lazzaro Assindustria Sport                                                         | 1'50"26            | Gabriele Angiono Battaglio C.U.S. Torino Atl.                                                   | 1'50"79            | Elmehdi Bouchouata ASD Interflumina È Più Pomì                                                   | 1'51"27            |
| 1500 m                                                                                  | Simone Valduga U.S. QUERCIA                                                                 | 3'57"78            | Elmehdi Bouchouata ASD Interflumina È Più Pomì                                                  | 3'58"40            | Nicola Baiocchi Atletica Livorno                                                                 | 3'58"56            |
| 3000 m                                                                                  | Alessandro Morotti Atl. Bergamo 1959 Oriocenter                                             | 8'21"48            | Andrea Ribatti ASD Imperiali Atletica                                                           | 8'22"40            | Nicola Morosini U.S. Rogno                                                                       | 8'23"30            |
| 5000 m                                                                                  | Stefano Benzoni Atl. Valle Brembana                                                         | 14'32"28           | Euan De Nigro S.G Eisacktal Raiffeisen ASV                                                      | 14'55"19           | Andrea Botteon Vittorio Atletica                                                                 | 15'00"31           |
| Marcia 10 000 m                                                                         | Diego Giampaolo Fiamme Gialle G. Simoni                                                     | 44'34"68           | Andrea Di Carlo Atl.Stud. Rieti Andrea Milardi                                                  | 44'56"67~          | Ivan Ragozzino Polisportiva Tethys Chieti                                                        | 46'35"30           |
| Corse ad ostacoli                                                                       |                                                                                             |                    |                                                                                                 |                    |                                                                                                  |                    |
| 110 m hs                                                                                | Damiano Dentato Atl.Stud. Rieti Andrea Milardi                                              | 13"68 (+0,2 m/s)   | Oliver Mulas ASD Maurina Olio Carli                                                             | 13"74              | Daniel Oliseh Okoluku C.B.A. Cinisello Balsamo Atl.                                              | 13"93              |
| 400 m hs                                                                                | Francesco Moreno Ibidi Safatletica                                                          | 52"35              | Luca Flore SS Atl. Oristano                                                                     | 52"62              | Luca Ostanello Atl-Etica San Vendemiano                                                          | 53"39              |
| 3000 m siepi                                                                            | Simone Valduga U.S. QUERCIA                                                                 | 9'16"88            | Stefano Menegale Atletica Silca Conegliano                                                      | 9'18"26            | Davide Delaini Euroatletica 2002                                                                 | 9'22"60            |
| Staffette                                                                               |                                                                                             |                    |                                                                                                 |                    |                                                                                                  |                    |
| Staffetta 4×100 m                                                                       | Atl.Stud. Rieti Andrea Milardi Giorgio Aglieta Damiano Dentato Luca Abadelli Jacopo Capasso | 41"52              | G.S. Fiamme Oro Padova Tommaso Triolo Davis Garbo Matteo Sguotto Federico Dicati                | 42"12              | A.S.D. Kronos Roma Andrea Magurano Stefano Litta Marco Baudo Matteo Verde                        | 43"09              |
| Staffetta 4×400 m                                                                       | Battaglio C.U.S. Torino Davide Gariglio Edoardo Siliquini Andrea D'Ottavio Gabriele Angiono | 3'17"74            | Pro Sesto Atl. Cernusco Stefano Bolis Federico Luigi Incontri Emanuele Biadati Davide Piciaccia | 3'19"55            | A.S.D. Atletica Futura Roma Tommaso Iorio Luca Bernardini Alessandro De Murtas Alessandro Decina | 3'19"66            |
| Salti                                                                                   |                                                                                             |                    |                                                                                                 |                    |                                                                                                  |                    |
| Salto in alto                                                                           | Matteo Sioli Euroatletica 2002                                                              | 2,13 m             | Andrea Pozza Atl. Vicentina                                                                     | 2,07 m             | Filippo Rodeghiero Assindustria Sport                                                            | 2,01 m             |
| Salto con l'asta                                                                        | Simone Bertelli Safatletica                                                                 | 5,40 m             | Federico Bonanni Atl.Stud. Rieti Andrea Milardi                                                 | 5,15 m             | Lorenzo Busana Pro Sesto Atl. Cernusco                                                           | 4,50 m             |
| Salto in lungo                                                                          | Mattia Furlani G.S. Fiamme Oro Padova                                                       | 7,83 m (-0,8 m/s)  | Mattia Benente Polisport. Novatletica Chieri                                                    | 7,45 m (0,0 m/s)   | Alessandro Ben Chabene A.S.D. Atletica Futura Roma                                               | 7,44 m (-0,3 m/s)  |
| Salto triplo                                                                            | Kelvy Bruno Okunbor Atl. Virtus Castenedolo                                                 | 15,29 m (+1,2 m/s) | Mattia De Angelis ASA Ascoli Piceno                                                             | 14,99 m (+1,9 m/s) | Edoardo Babato Atletica Riviera del Brenta                                                       | 14,94 m (+1,6 m/s) |
| Lanci                                                                                   |                                                                                             |                    |                                                                                                 |                    |                                                                                                  |                    |
| Getto del peso                                                                          | Gioele Tengattini Atl. Bergamo 1959 Oriocenter                                              | 17,45 m            | Andrea Crestani Atl. Vicentina                                                                  | 16,96 m            | Mirko Campagnolo A.S. Dil. Milone                                                                | 16,94 m            |
| Lancio del disco                                                                        | Stefano Marmonti S.O.I. Inveruno                                                            | 51,30 m            | Gioele Tengattini Atl. Bergamo 1959 Oriocenter                                                  | 49,80 m            | Leonardo Selmani Cus Pro Patria Milano                                                           | 47,63 m            |
| Lancio del martello                                                                     | Filippo Maria Iacocca S.S. Vittorio Alfieri Asti                                            | 68,26 m            | Lorenzo Mattei Atl.Stud. Rieti Andrea Milardi                                                   | 65,25 m            | Leonardo Penzo Fiamme Gialle G. Simoni                                                           | 65,25 m            |
| Lancio del giavellotto                                                                  | Lucio Claudio Visca Fiamme Gialle G. Simoni                                                 | 65,88 m            | Claudio Albert Pugnetti Gemonatletica S.r.l. Dil.                                               | 58,78 m            | Giancarlo Perrella Nuova Atletica Isernia                                                        | 56,88 m            |
| record dei campionati; record nazionale; record personale; record personale stagionale. |                                                                                             |                    |                                                                                                 |                    |                                                                                                  |                    |

### Donne
| Specialità                                                                              | Oro                                                                                     | Prestazione        | Argento                                                                                                | Prestazione        | Bronzo                                                                             | Prestazione        |
| Corse                                                                                   |                                                                                         |                    | |                    |                                                                                    |                    |
| 100 m                                                                                   | Alessandra Gasparelli Olimpus San Marino Atletica                                       | 11"71 (-1,0 m/s)   | Giulia Fongaro Atl. Vicentina                                                                          | 11"83              | Carlotta Fedriga Edera Atl. Forlì                                                  | 11"88              |
| 200 m                                                                                   | Carlotta Fedriga Edera Atl. Forlì                                                       | 24"16 (-1,4 m/s)   | Marta Amouhin Amani Cus Pro Patria Milano                                                              | 24"19              | Agnese Musica Polisport. Novatletica Chieri                                        | 24"58              |
| 400 m                                                                                   | Nancy Demattè U.S. QUERCIA                                                              | 54"76              | Clarissa Vianelli Polisport. Novatletica Chieri                                                        | 55"36              | Camilla Rossi Toscana Atl. Empoli Nissan                                           | 55"73              |
| 800 m                                                                                   | Ngalula Gloria Kabangu A.S.D. ACSI Italia Atletica                                      | 2'04"80            | Matilde Prati Fondazione M. Bentegodi                                                                  | 2'04"98            | Flavia Bianchi Atl. Roma Acquacetosa                                               | 2'08"38            |
| 1500 m                                                                                  | Matilde Prati Fondazione M. Bentegodi                                                   | 4'24"05            | Gilda Maria Arceri A.S.D. Pol. Real Paceco                                                             | 4'30"62            | Arianna Algeri Atl. Bergamo 1959 Oriocenter                                        | 4'31"48            |
| 3000 m                                                                                  | Emma Cavallari S.S. Trionfo Ligure                                                      | 9'56"85            | Arianna Algeri Atl. Bergamo 1959 Oriocenter                                                            | 9'57"33            | Elena Ribigini Atl. Arcs CUS Perugia                                               | 9'58"81            |
| 5000 m                                                                                  | Margherita Voliani Atl. Libertas Unicusano Livorno                                      | 16'43"48           | Carolina Fraquelli A.S. Atletica Virtus Lucca                                                          | 17'02"14           | Laura Ribigini Atl. Arcs CUS Perugia                                               | 17'07"79           |
| Marcia 10 000 m                                                                         | Giulia Gabriele Fiamme Gialle G. Simoni                                                 | 47'24"14           | Giada Traina Atletica Livorno                                                                          | 48'18"81~          | Michelle Cantò Polisportiva Tethys Chieti                                          | 48'51"24>          |
| Corse ad ostacoli                                                                       |                                                                                         |                    | |                    |                                                                                    |                    |
| 100 m hs                                                                                | Celeste Polzonetti Bracco Atletica                                                      | 13"54 (-0,8 m/s)   | Chiara Minotti Atl. Bergamo 1959 Oriocenter                                                            | 14"01              | Giulia Fanzella C.U.S. Trieste                                                     | 14"08              |
| 400 m hs                                                                                | Ludovica Cavo A.S.D. Atl. Serravalles                                                   | 57"96              | Giulia Ingenito Sisport SSD                                                                            | 59"41              | Rita Agnese Rucco Alteratletica Locorotondo                                        | 1'00"94            |
| 3000 m siepi                                                                            | Elena Ribigini Atl. Arcs CUS Perugia                                                    | 10'47"06           | Ludovica Ferro ASD Romatletica                                                                         | 10'57"55           | Elisa Maglione Atletica Ponzano                                                    | 11'01"94           |
| Staffette                                                                               |                                                                                         |                    | |                    |                                                                                    |                    |
| Staffetta 4×100 m                                                                       | Polisport. Novatletica Giorgia Palumbo Clarissa Vianelli Martina Vianelli Agnese Musica | 47"15              | SSD Nissolino Sport Srl Amelie Islande Ongolo Lavinia Paoletti Giorgia Zuccarini Giulia Colonna        | 47"18              | Assindustria Sport Arianna Bacelle Stella Agostini Azzurra Ballin Laura Franceschi | 47"39              |
| Staffetta 4×400 m                                                                       | U.S. QUERCIA Sofia Trettel Giulia Tonolli Samira Manai Nancy Demattè                    | 3'48"60            | Bracco Atletica Sol Monserrat Samaniego Ruiz Diaz Sofia Camagna Giulia Minafra Breanna Federica Selley | 3'53"49            | C.U.S. Parma Olga Santi Francesca Grisenti Alessia Coppini Jennifer Ezeoha         | 3'56"06            |
| Salti                                                                                   |                                                                                         |                    | |                    |                                                                                    |                    |
| Salto in alto                                                                           | Aurora Vicini C.U.S. Parma                                                              | 1,84 m             | Laura Giannelli ASA Ascoli Piceno                                                                      | 1,74 m             | Elisa Annamaria Muraro Bracco Atletica                                             | 1,74 m             |
| Salto con l'asta                                                                        | Great Nnachi Battaglio C.U.S. Torino Atl                                                | 4,20 m             | Irene Turazza Fondazione M. Bentegodi                                                                  | 3,70 m             | Martina Raffaeli Fondazione M. Bentegodi                                           | 3,50 m             |
| Salto in lungo                                                                          | Marta Amouhin Amani Cus Pro Patria Milano                                               | 6,19 m (-0,2 m/s)  | Great Nnachi Battaglio C.U.S. Torino Atl                                                               | 6,17 m (+1,3 m/s)  | Gabriela Yeraldin Pignieri Atl. Vicentina                                          | 5,93 m (+0,2 m/s)  |
| Salto triplo                                                                            | Greta Donato Fiamme Gialle G. Simoni                                                    | 13,13 m (+2,0 m/s) | Baofa Mifri Veso Atl. Brugnera PN Friulintagli                                                         | 12,87 m (+0,1 m/s) | Chiara Fantin SSD Formia Atl. Leggera A.R.L.                                       | 12,73 m (+2,8 m/s) |
| Lanci                                                                                   |                                                                                         |                    | |                    |                                                                                    |                    |
| Getto del peso                                                                          | Anna Musci Alteratletica Locorotondo                                                    | 15,89 m            | Giada Cabai Atletica Malignani Libertas Udine                                                          | 13,90 m            | Sofia Coppari A. Atl. Fabriano                                                     | 13,49 m            |
| Lancio del disco                                                                        | Sofia Coppari A. Atl. Fabriano                                                          | 51,11 m            | Maria Calabresi Bracco Atletica                                                                        | 48,41 m            | Tarè Miriam Bergamo Assindustria Sport                                             | 47,52 m            |
| Lancio del martello                                                                     | Giulia Rossi Fiamme Gialle G. Simoni                                                    | 56,26 m            | Melissa Casiraghi Team-A Lombardia                                                                     | 54,58 m            | Annunziata Cattolico CUS Cagliari                                                  | 48,26 m            |
| Lancio del giavellotto                                                                  | Genet Galli Modena Atletica ASD                                                         | 46,19 m            | Stella Bersani Cus Pro Patria Milano                                                                   | 45,35 m            | Jennifer Sombodey Moonou Gruppo Millepiedi ASD                                     | 44,01 m            |
| record dei campionati; record nazionale; record personale; record personale stagionale. |                                                                                         |                    | |                    |                                                                                    |                    |

### Prove multiple
| Specialità                                                                              | Oro                                              | Prestazione | Argento                                         | Prestazione | Bronzo                           | Prestazione |
| Decathlon (uomini)                                                                      | Alberto Nonino Atletica Malignani Libertas Udine | 7 452 p.    | Alessandro Carugati Atl. O.S.A. Saronno Lib.    | 7 336 p.    | Stefano Demo Atletica Canavesana | 7 109 p.    |
| Eptathlon (donne)                                                                       | Annalisa Pastore Atl. Stronese-Nuova Nordaffari  | 4 837 p.    | Beatrice Carpinello Battaglio C.U.S. Torino Atl | 4 704 p.    | Giulia Soragna Atl. Gallaratese  | 4 380 p.    |
| record dei campionati; record nazionale; record personale; record personale stagionale. |                                                  |             |                                                 |             |                                  |             |